# Melky Cabrera
Artikeln följer den spanska namnseden; faderns efternamn är Cabrera och moderns efternamn Astacio.
Melky Cabrera Astacio, född den 11 augusti 1984 i Santo Domingo, är en dominikansk före detta professionell basebollspelare som spelade 15 säsonger i Major League Baseball (MLB) 2005–2019. Cabrera var outfielder.
Cabrera spelade för New York Yankees (2005–2009), Atlanta Braves (2010), Kansas City Royals (2011), San Francisco Giants (2012), Toronto Blue Jays (2013–2014), Chicago White Sox (2015–2017), Royals igen (2017), Cleveland Indians (2018) och Pittsburgh Pirates (2019). Totalt spelade han 1 887 matcher i grundserien med ett slaggenomsnitt på 0,285, 144 homeruns och 854 RBI:s.
Cabrera vann World Series med Yankees 2009 och togs ut till MLB:s all star-match en gång (2012), där han utsågs till matchens mest värdefulla spelare (MVP).
Under 2012 års säsong blev Cabrera avstängd i 50 matcher för att ha testat positivt för testosteron.
Cabrera tog brons för Dominikanska republiken vid olympiska sommarspelen 2020 i Tokyo.
I januari 2022 meddelade Cabrera att han avslutade karriären.